# Mandrake (série de televisão)
Mandrake é uma série de televisão brasileira produzida pelo canal HBO Brasil em parceria com a Conspiração Filmes, sendo indicada duas vezes ao International Emmy Awards. É baseada nos livros A Grande Arte e Mandrake, a Bíblia e a Bengala, ambos de Rubem Fonseca, sendo escrita por José Henrique Fonseca, Felipe Braga e Tony Belloto. A primeira temporada foi ao ar em 30 de outubro de 2005 com oito episódios. A segunda temporada, no entanto, entrou no ar apenas dois anos depois, em  	18 de novembro de 2007, com cinco episódios. Em 2012, um telefilme da série foi lançado pela HBO. Em Portugal, a série estreou no canal FOX Crime em outubro de 2009 e na RTP2 a 20 de abril de 2010.

## Enredo
Mandrake é um advogado do Rio de Janeiro, especializado em resolver casos de chantagem e extorsão, se envolvendo tanto com indivíduos da alta sociedade carioca, como com as camadas mais baixas da sociedade. O trabalho de Mandrake é lidar com esses elementos para ajudar seus clientes.

## Produção
A série é filmada em película, o que dá um aspecto de cinema ao programa. A fotografia do Rio de Janeiro foi escurecida para dar um aspecto noir à cidade, diferente do que geralmente se vê. A narração de Mandrake é um dos elementos mantidos do enredo do livro original. O tom das histórias é sempre realista, sendo o enredo mostrado pelo ponto de vista do advogado, que se mostra cínico e desiludido. Teve um orçamento de 6,5 milhões de dólares.

## Elenco

### Principais
- Paulo Mendes (Mandrake) (Marcos Palmeira): O personagem principal, um advogado criminal. Sua especialidade é lidar com os problemas de extorsão e chantagem que pessoas ricas ou de classe média alta têm com as camadas inferiores da sociedade. É chamado por Wexler de "Madre Teresa", por estar sempre ajudando pessoas pobres que não podem pagar os seus serviços. Não tem medo de se meter no submundo carioca, povoado por drogados, prostitutas, traficantes e figurões da sociedade. Apesar de ser teoricamente um advogado, Mandrake exerce muito as funções de detetive. Gosta de solucionar seus casos pessoalmente e dificilmente tem baixas. Fuma charutos, toma vinhos baratos e tem sempre muitas namoradas.
- Leon Wexler (Luís Carlos Miele): Sócio de Mandrake, e antigo sócio de seu pai. Ele se contrapõe a Mandrake no que diz respeito à parte moral. Experiente (70 anos), nunca nega um ombro amigo a Mandrake. Geralmente ajuda o seu sócio nos problemas que ele arranja com seus clientes.
- Berta Bronstein (Maria Luísa Mendonça): Namorada de Mandrake, sempre suspeita das traições e mentiras de seu namorado.
- Raul (Marcelo Serrado): Amigo de infância e de faculdade de Mandrake, se juntou à polícia e agora é um oficial. Ajuda Mandrake a solucionar os casos, dando também suporte.
- Verônica (Virgínia Cavendish): Secretária de Mandrake e de Wexler, quase se envolveu com Mandrake.

### Secundários
- Flávia (Malu Galli): Advogada, amiga de Mandrake.
- Marcelo (Maurício Gonçalves): Advogado, amigo de Mandrake.
- Zé Carlos (Edgar Amorim): Advogado, amigo de Mandrake.
- Junior (Marcelo Adnet): Assistente de Mandrake e de Wexler.

## Episódios
| Temporada | Temporada | Episódios | Estreia da temporada   | Final da temporada     |
| --------- | --------- | --------- | ---------------------- | ---------------------- |
|           | 1         | 8         | 20 de outubro de 2005  | 18 de dezembro de 2005 |
|           | 2         | 5         | 18 de novembro de 2007 | 16 de dezembro de 2007 |

## Prêmios e indicações
- A série foi indicada ao Emmy Internacional de Melhor Série Drama em 2006 e 2008.
- Marcos Palmeira foi indicado em 2013, ao prêmio Emmy Internacional de melhor ator.[5]

## Outras mídias
Após o anúncio de que seriam produzidos mais cinco episódios da série, a HBO confirmou o lançamento da série em DVD, após a conclusão da exibição destes novos episódios, no final do ano de 2007. Eles fariam parte da primeira temporada da série, e seriam lançados junto aos episódios exibidos em 2005.